# Agrotera basinotata
Agrotera basinotata is een vlinder uit de familie van de grasmotten (Crambidae). De wetenschappelijke naam van de soort is voor het eerst gepubliceerd in 1891 door George Francis Hampson.
De spanwijdte bedraagt 27 millimeter.

## Verspreiding
De soort komt voor in Bhutan, India, Sri Lanka, China (o.a. Hong-Kong), Japan, Taiwan, Vietnam, Thailand, Indonesië, Papoea-Nieuw-Guinea en Australië (Queensland).

## Waardplanten
De rups leeft op Melastoma malabathricum, (Melastomataceae), Syzygium buxifolium (Myrtaceae), Lagerstroemia loudonii en Lagerstroemia undulata (Lythraceae).